# Plac Wolności w Bielsku-Białej
Plac Wolności – plac w śródmieściu Bielska-Białej (w administracyjnej dzielnicy Biała Wschód), jeden z dwóch – obok placu Wojska Polskiego – rynków dawnego miasta Biała. Wytyczony został jako Nowy Rynek w latach 80. XVIII wieku.

## Układ i płyta

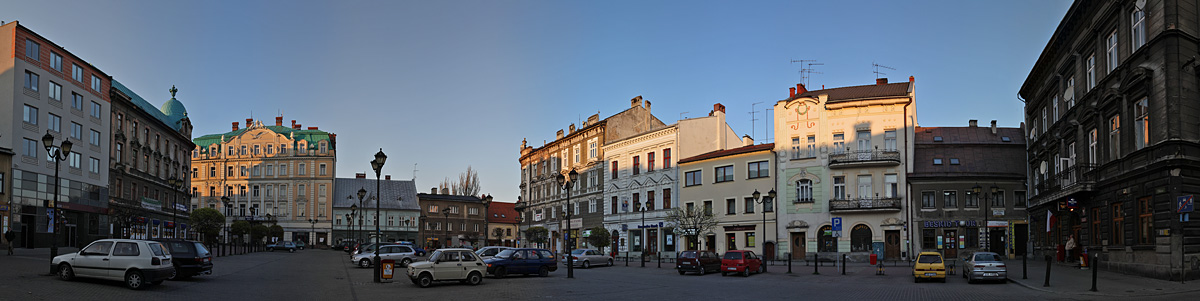
Panorama placu od północy (2009)

Jest to zbliżony kształtem do prostokąta plac o długości 75 m na osi północ-południe i 40 m na osi wschód-zachód. Jego powierzchnia wynosi 3000 m².
Od południa jest ograniczony przez ulicę 11 Listopada – główny deptak handlowy miasta (południowa pierzeja placu według numeracji budynków należy do tejże ulicy). Wpada ona w narożnik południowo-zachodni i wybiega z narożnika południowo-wschodniego. Północną pierzeję przecina wlot ulicy Legionów.
Centralną część placu wypełnia płatny parking i postój taksówek; wjazd na nie znajduje się od strony ul. Legionów. Południowa część placu (będąca jednocześnie częścią ul. 11 Listopada) oraz ok. 20-metrowe przestrzenie (oddzieloną od parkingu przez drzewa i klomby kwiatowe) wzdłuż pierzei wschodniej i zachodniej stanowią strefę pieszą. Cała płyta (zarówno parking, jak i strefa piesza) jest wybrukowana.

## Historia
Plac – pierwotnie noszący nazwę Nowego Rynku (Neuer Ring) – został wytyczony w latach 80. XVIII wieku wraz z budową traktu środkowogalicyjskiego (otwartego oficjalnie w dniu 1 maja 1785), którego fragmentem była dzisiejsza ulica 11 Listopada. Od samego początku miał obecny kształt (prostokąt ograniczony drogą od południa z przecięta przez wlot drogi pierzeją północną). Jego zabudowę tworzyły głównie jednopiętrowe kamienice w tzw. stylu józefińskim (do czasów współczesnych zachowały się w swoim pierwotnym kształcie dwie), przy południowo-wschodnim narożniku znajdował się zajazd Zum Schwarzen Adler (Pod Czarnym Orłem), a w części północno-wschodniej pozostawał długo niezabudowany.

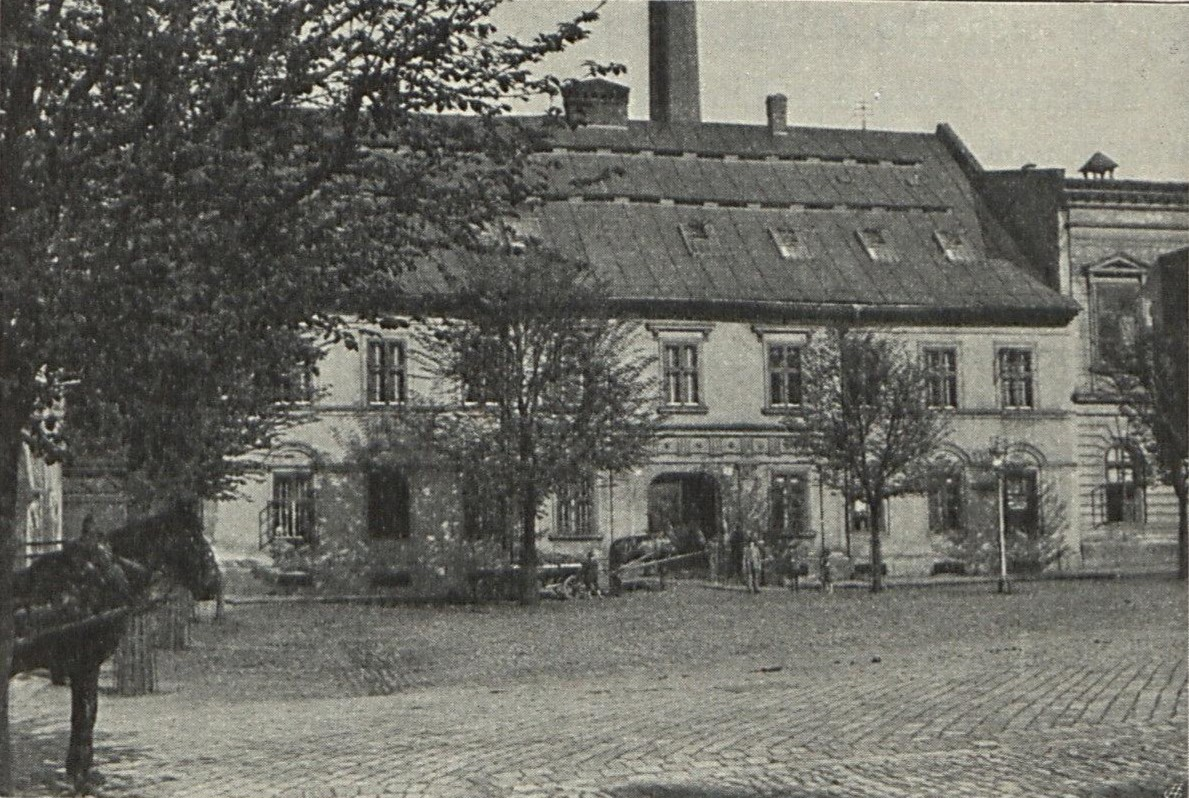
Fabryka Lukasa na początku XX wieku

W 1812 w północnej pierzei powstał późnobarokowy dom cechowy, będący w swoim czasie najokazalszym obiektem w obrębie Nowego Rynku. Około 1825 Johann Georg Lukas rozpoczął w pierzei wschodniej budowę fabryki apretury, która była pierwszym w Białej – i jednym z pierwszych w całej Galicji – zakładem  korzystającym z maszyny parowej. Fabryka ta funkcjowała w okresie PRL jako Spółdzielnia Inwalidów „Wyzwolenie” a od 1996 pod nazwą Bielstyl. W 1846 w pierzei północnej powstał (przebudowany w II połowie XIX wieku) budynek mieszczący od początku swego istnienia pocztę; jest to dziś najdłużej pełniący nieprzerwanie swą funkcję budynek publiczny w Bielsku-Białej. Do 1890 na środku placu znajdowała się figura świętego Floriana, patrona strażaków. Później aż do czasów PRL stała w jego miejscu żeliwna pompa wodna.

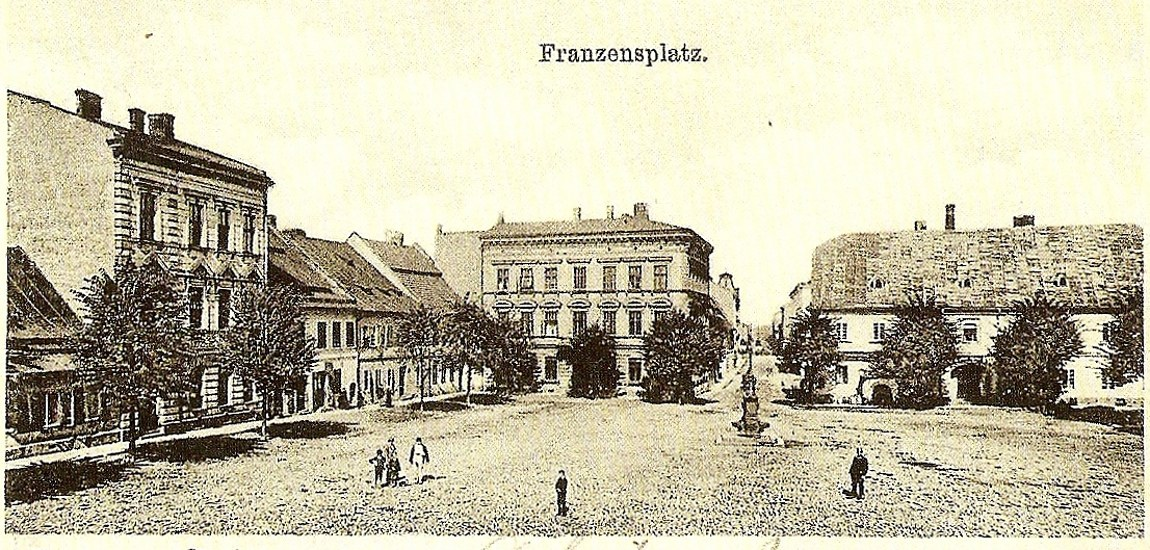
Plac ze swoją zachodnią i północną pierzeją w 1901

W 1890 dotychczasowy Neuer Ring przemianowano na Franzensplatz (Plac Franciszka) dla uczczenia cesarza Franciszka I. W następnych latach miały miejsce wielkie zmiany w zabudowie placu. W miejscu jednopiętrowych józefińskich kamieniczek powstały kamienice secesyjne i neostylowe, z których najokazalszymi były dwie narożne (nr 1 i 10) tworzące kompozycyjną całość. W 1905 w miejscu XVIII-wiecznego zajazdu zbudowano czteropiętrowy  hotel Zum Schwarzen Adler (przemianowany później na Pod Orłem, a obecnie pełniący funkcję biurowca i pasażu handlowego), który do dziś pozostaje dominantą placu.
Jednocześnie plac stał się miejscem wielu maniefestacji polskiego ruchu narodowego i ruchu robotniczego, a to za sprawą funkcjonowania w kamienicy pod nr 2 w latach 1873–1939 „Czytelni Polskiej” – placówki będącej w całej swoje historii siedzibą: koła Towarzystwa Szkoły Ludowej, gniazda „Sokoła”, Stowarzyszenia Zawodowego Robotników Manufakturowych i Fabrycznych oraz Rękodzielników (chrześcijańskich związków zawodowych zakładanych i rozwijanych przez środowiska związane ze Stanisławem Stojałowskim), Konsumu Robotniczego oraz Sceny Robotniczej. 23 kwietnia 1890 na placu Franciszka rozpoczęła się demonstracja robotnicza, która przerodziła się z antysemickie zamieszki, podczas których zginęło jedenaście osób. 26 sierpnia 1914 w uroczystej oprawie z placu wymaszerował 87-osobowy oddział członków „Sokoła” pod wodzą Henryka Boryczki walczący w Legionach Polskich. W lutym 1915 na Józef Piłsudski odbierał tu defiladę I Brygady Legionów Polskich; dla upamiętnienia tego wydarzenia w latach 20. planowano postawić w tym miejscu pomnik pierwszego marszałka Polski, planów tych jednak nigdy nie zrealizowano.

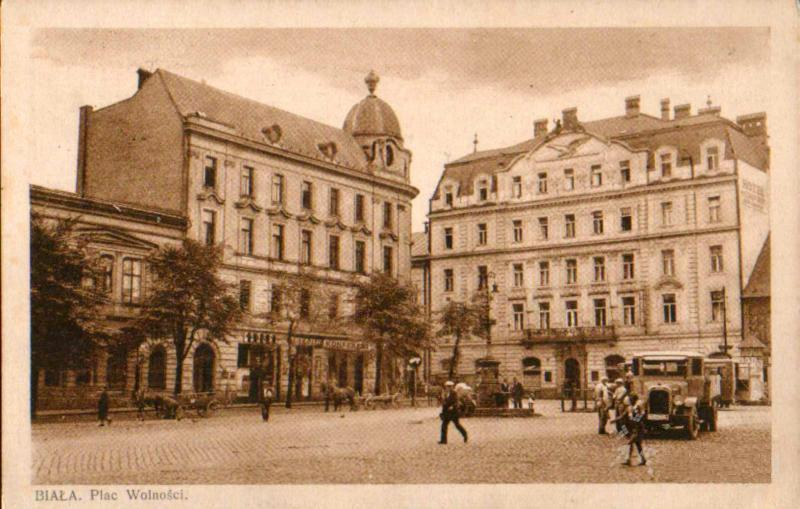
Pocztówka z lat 30. XX wieku

Po przyłączeniu Białej do Polski w 1918 plac przemianowano na Plac Wolności. Pod rządami niemieckimi w latach 1939–1945 nosił nazwę najpierw Rudolf-Heß-Platz, a następnie Albrecht-Dürer-Platz. Już w okresie międzywojennym, ze względu na rozwój komunikacji samochodowej, zaczął spełniać rolę parkingu, a po II wojnie światowej definitywnie przestał pełnić funkcję placu targowego. Został przecięty jezdnią, która łączyła dzisiejszą ulicę 11 Listopada (wówczas Dzierżyńskiego), która była główną drogą wylotową ze śródmieścia w kierunku wschodnim, z Legionów (wówczas PKWN). W latach 70. kursowały tędy i zatrzymywały się miejskie autobusy. W 1974 oddano do użytku równoległą do Dzierżyńskiego ulicę Koniewa (obecnie Stojałowskiego), a także wybudowano dwujezdniową ulicę Lwowską – obwodnicę wschodniej części historycznego centrum. Obie te inwestycje pozwoliły na wyeliminowanie ruchu kołowego z ul. Dzierżyńskiego i wprowadzenie na plac Wolności strefy pieszej. Wówczas ukształtował się dzisiejszy wygląd płyty placu (parking w części centralnej, reszta jako deptak). W latach 70. dokonano też znaczącej zmiany w zabudowie, wyburzając jedną z XIX-wiecznych kamienic w pierzei północnej. W jej miejscu powstał pięciopiętrowy biurowiec (przebudowany do obecnej postaci na początku XXI stulecia).

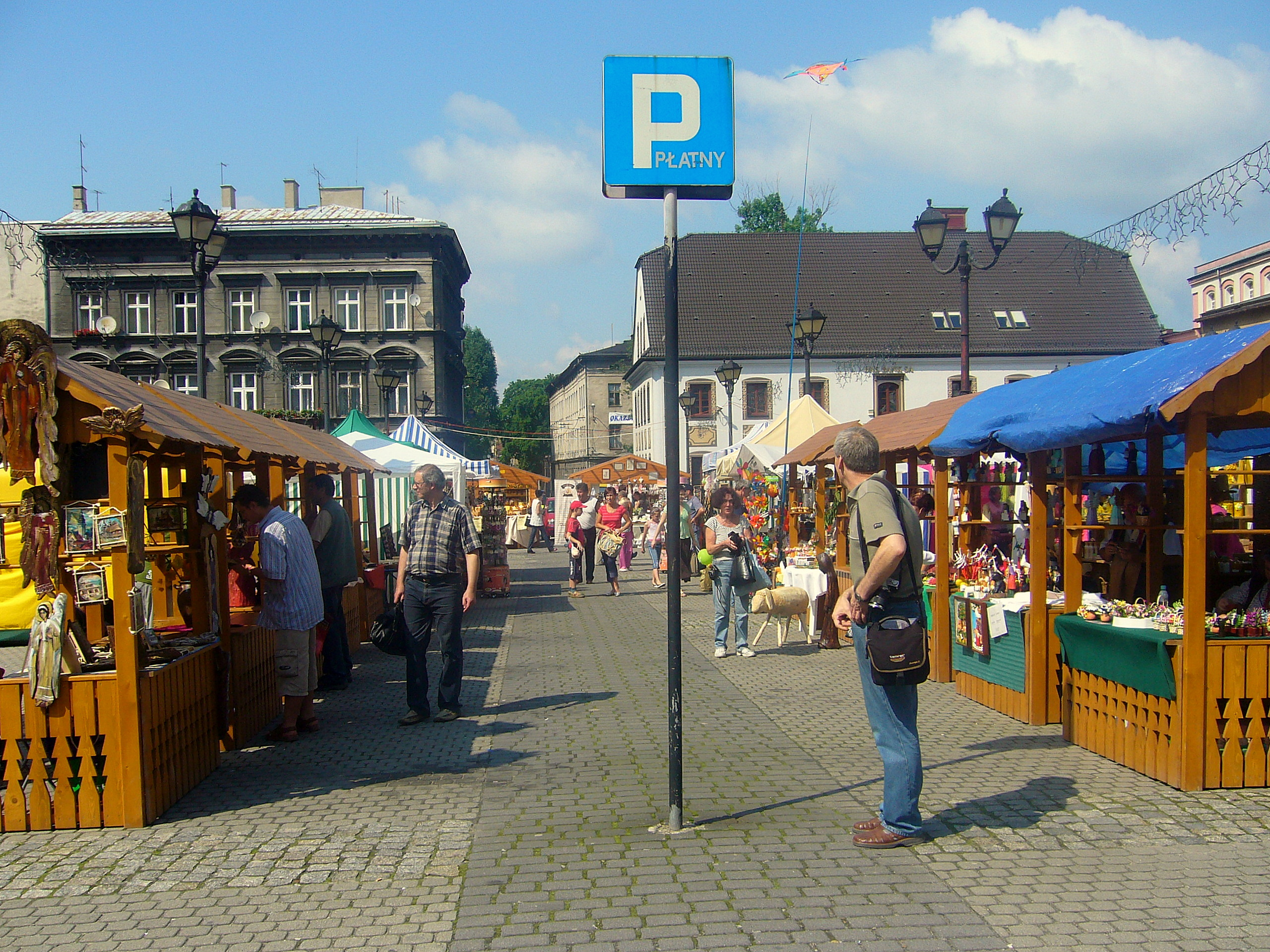
Jarmark Galicyjski podczas Święta Ulicy 11 Listopada 2009

11 listopada 1989 odbył się tu po raz pierwszy od 1938 – zorganizowany przez KPN – wiec z okazji Narodowego Święta Niepodległości. W latach 2007–2010 plac był miejscem odbywania się Jarmarku Galicyjskiego – jednej z atrakcji Święta Ulicy 11 Listopada.

## Zabudowa
Dominantą placu jest znajdujący się w pierzei południowej dawny hotel „Pod Orłem” (według numeracji: 11 Listopada 60). Jest to neobarokowo-klasycystyczny czteropiętrowy gmach wybudowany w 1905 w miejscu XVIII-wiecznego zajazdu wg projektu Alexandra Neumanna. Posiada zachowany secesyjny wystrój westybulu i klatki schodowej oraz salę redutową o powierzchni 709 m² w stylu neorenesansowym. Obecnie pełni funkcję biurowca i pasażu handlowego. Sąsiądują z nim dwie kamienice (ul 11 Listopada 56 i 58), będące pozostałością józefińskiej zabudowy z końca XVIII wieku, z których jednak tylko jedna (nr 58) zachowała swój pierwotny kształt; druga została nadbudowana i utraciła oryginalne zdobienia.
Najważniejszym akcentem pierzei zachodniej jest neobarokowa trzypiętrowa kamienica (według numeracji: pl. Wolności 1 / 11 Listopada 41) o zaokrąglonym narożniku wybudowana w 1902 dla Davida Feinera, w której do 1943 mieściła się apteka „Pod Białym Orłem” – najstarsza bialska apteka założona w 1701 i obecnie funkcjonująca w kamienicy przy placu Wojska Polskiego. Sąsiaduje z nią neorenesansowa dwupiętrowa kamienica (nr 2) z 1893, która do 1939 mieściła różne polskie organizacja narodowe („Czytelnia Polska”) oraz organizacje robotnicze; o jej historycznym znaczeniu mówi tablica pamiątkowa przy wejściu. Pod nr 3 stoi dwupiętrowy budynek powstały jeszcze w XVIII wieku, jednak na skutek przebudowy w XX wieku zatarta została jego pierwotna architektura. Następnym obiektem (nr 4) jest secesyjna kamienica Ignacego Borgera z 1905, której fasada pokryta jest licznymi płaskorzeźbami z przedstawieniami roślinnymi. Ostatnim budynkiem (nr 5) zachodniej pierzei jest zabytkowa józefińska kamienica z końca XVIII wieku.
Pierzeja północna przedzielona jest ul. Legionów. Po jej zachodniej stronie (nr 6) znajduje się wybudowany 1846 i przebudowany w stylu neorenesansowym w II połowie XIX wieku budynek, mieszczący od początku swego istnienia pocztę (dziś Urząd Pocztowy Bielsko-Biała 2). Jest to dziś najdłużej pełniący nieprzerwanie swą funkcję budynek publiczny w mieście. Po stronie wschodniej z kolei (nr 7) położony jest późnobarokowy dawny dom cechowy sukienników z 1812 (obecnie siedziba mBanku).
Pierzeję wschodnią rozpoczyna jednopiętrowy budynek handlowo-usługowy nr 8, który pochodzi z około 1825–1830 i jest pozostałością dawnej fabryki apretury apretury Johanna Georga Lukasa (w okresie PRL Spółdzielnia Inwalidów „Wyzwolenie”, po 1996 Bielstyl). Sąsiedni czteropiętrowy biurowiec nr 9 przebudowany do obecnej postaci na początku XXI wieku stoi w miejscu wyburzonej kamienicy Rudolfa Lukasa (syna Johanna Georga i burmistrza Białej). Narożna trzypiętrowa neobarokowa kamienica Michaela Neumanna (nr 10) z 1904 (proj. Alexander Neumann) z charakterestyczną kopułą odpowiada kompozycyjnie podobnej kamienicy pod nr 1; w latach 1909–2008 mieściła popularną drogerię „Tanewski”. Decyzją z 27 kwietnia 2022 jej bryła i elewacja wraz z wewnętrzną klatką schodową zostały wpisane do rejestru zabytków nieruchomych województwa śląskiego pod nr A/965/2022.

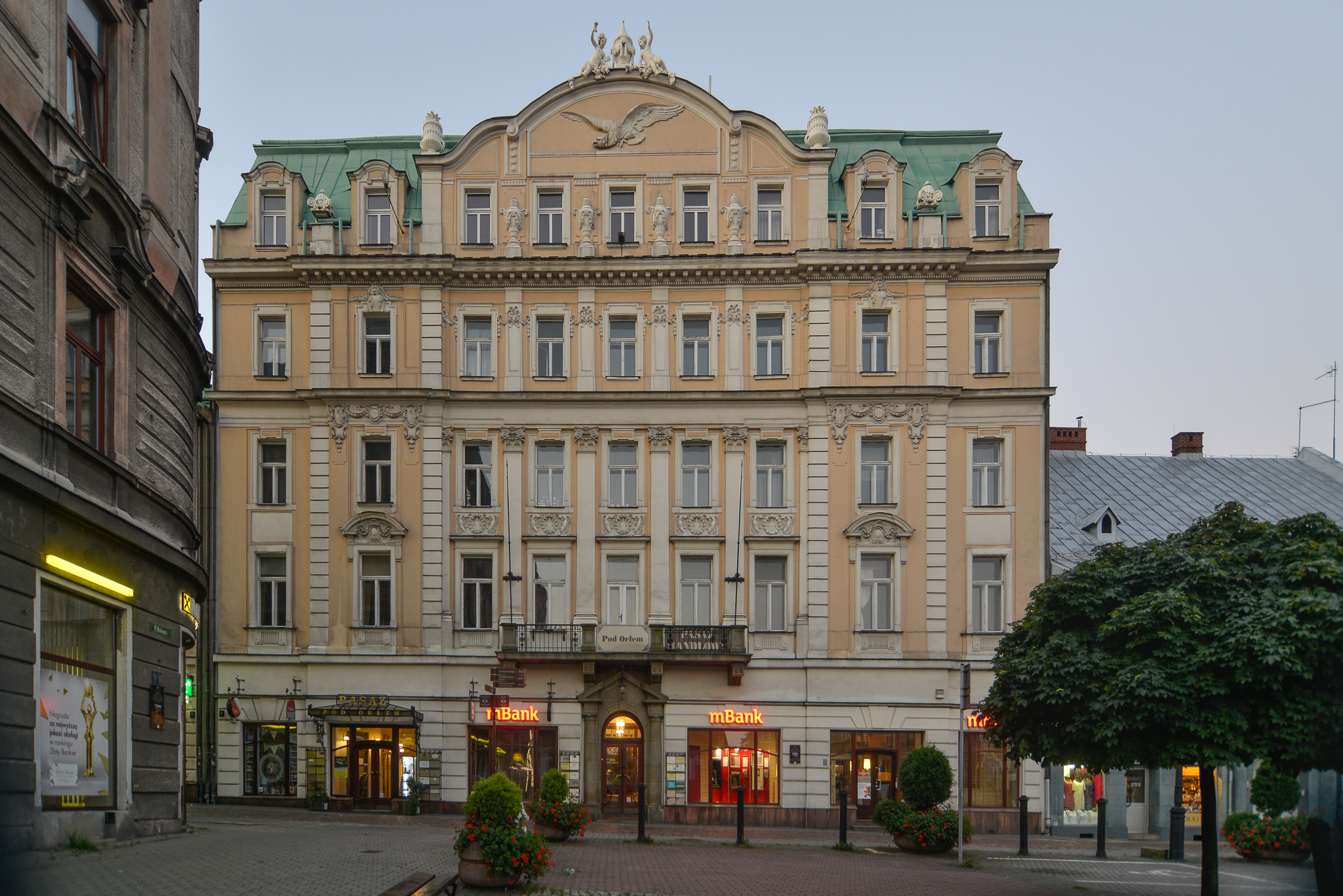
Hotel Pod Orłem
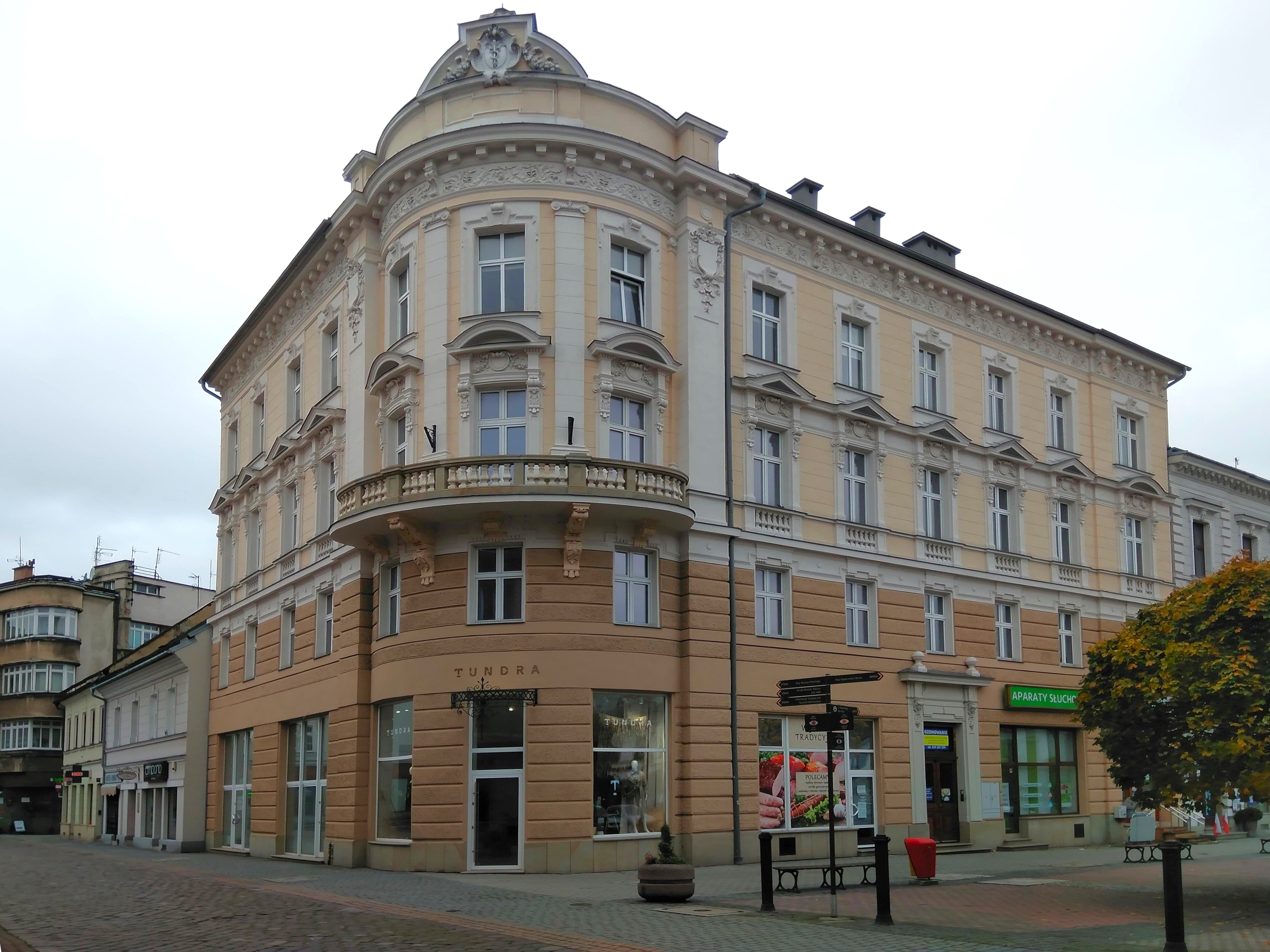
Kamienica Davida Feinera (nr 1)
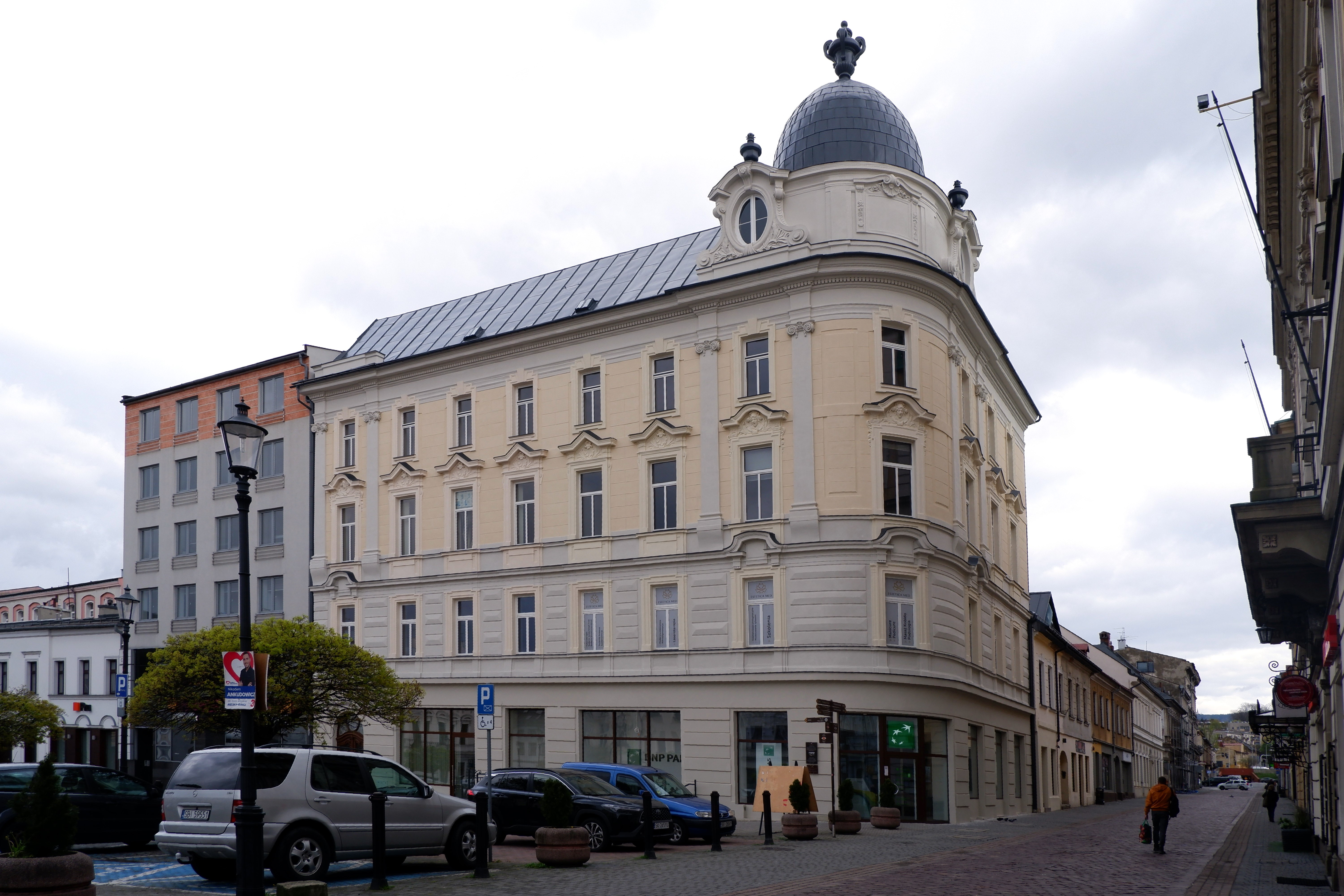
Kamienica Michaela Neumanna (nr 10)
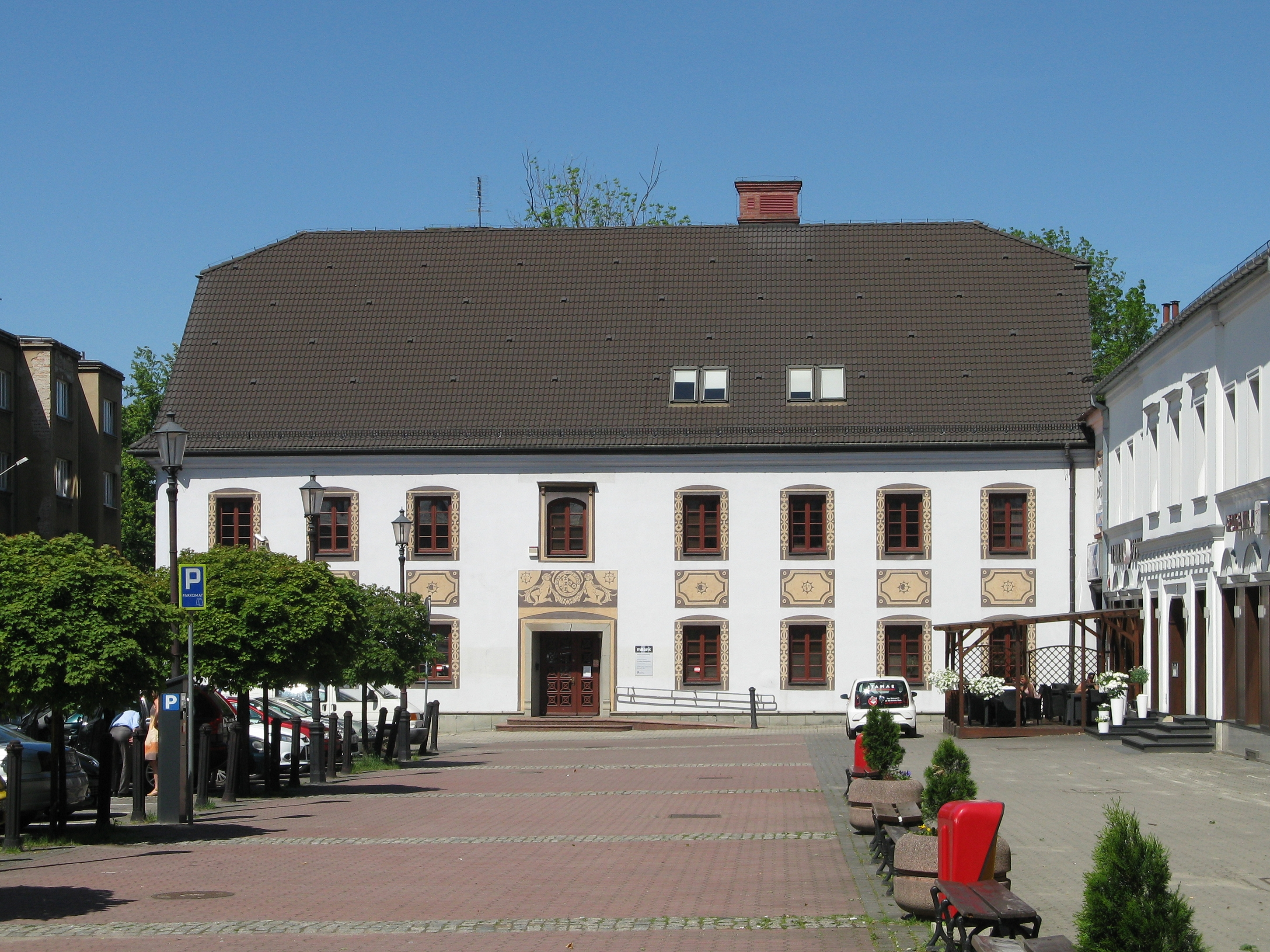
Dawny dom cechowy
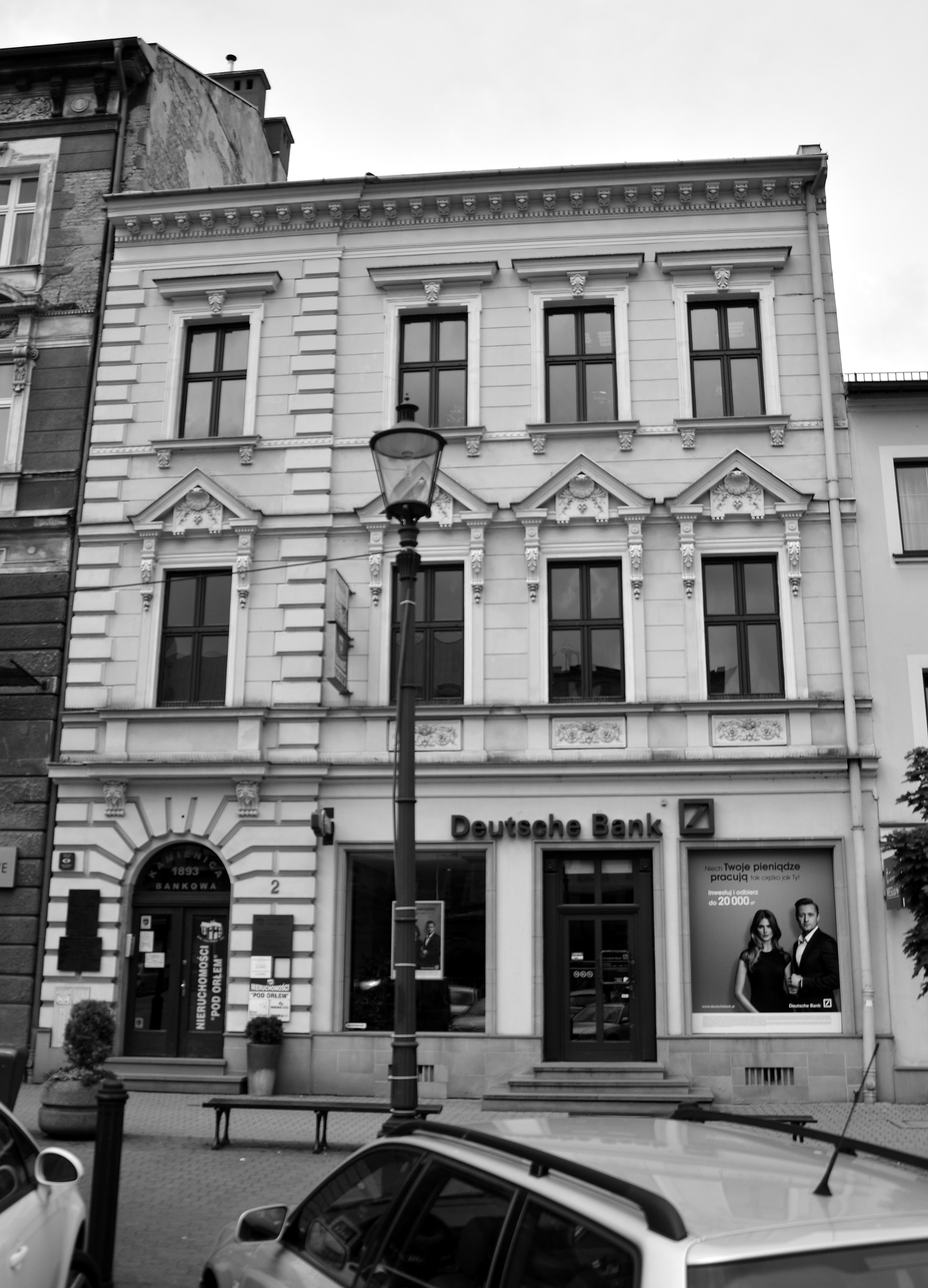
Kamienica nr 2
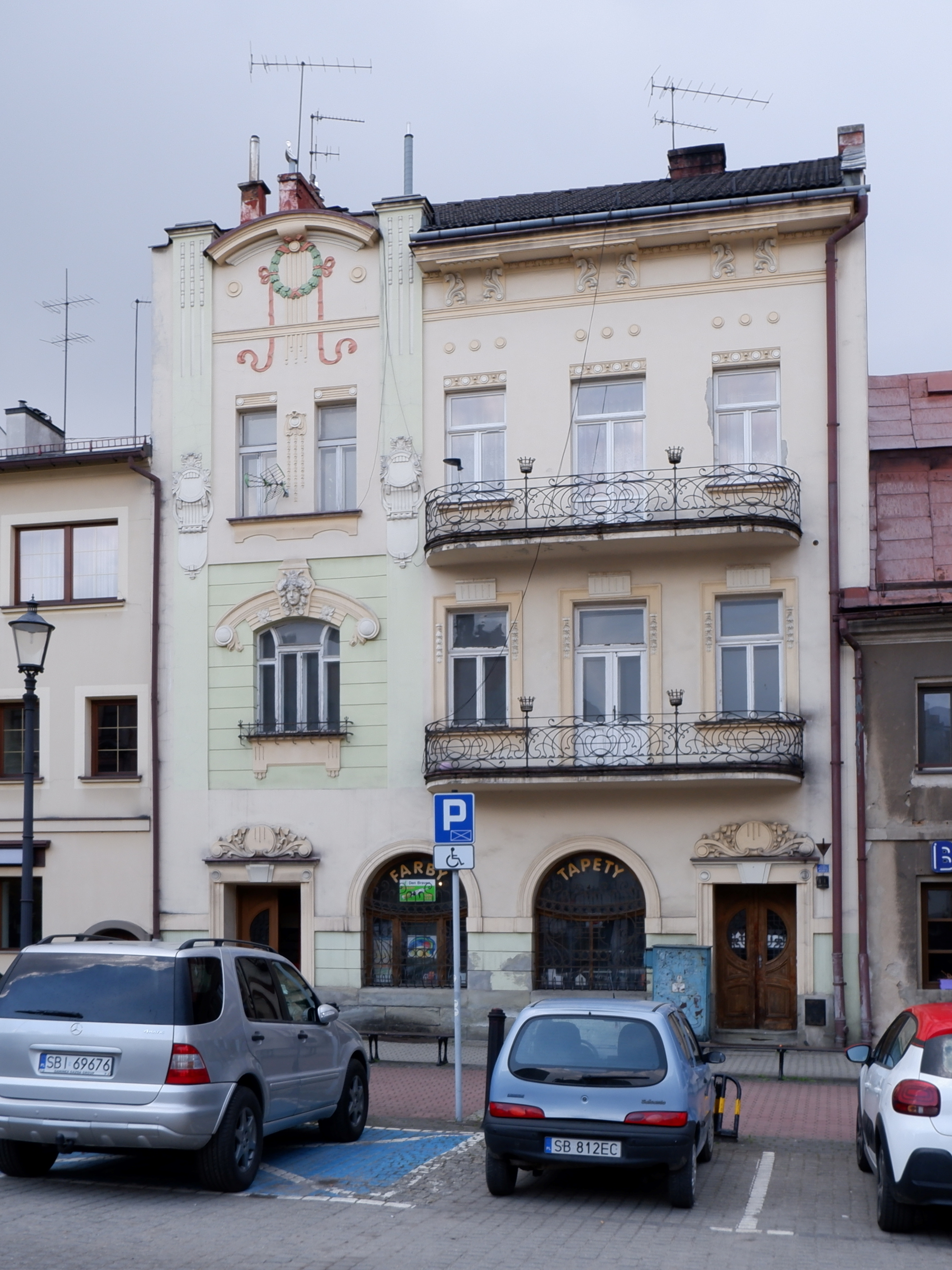
Kamienica Ignacego Borgera (nr 4)
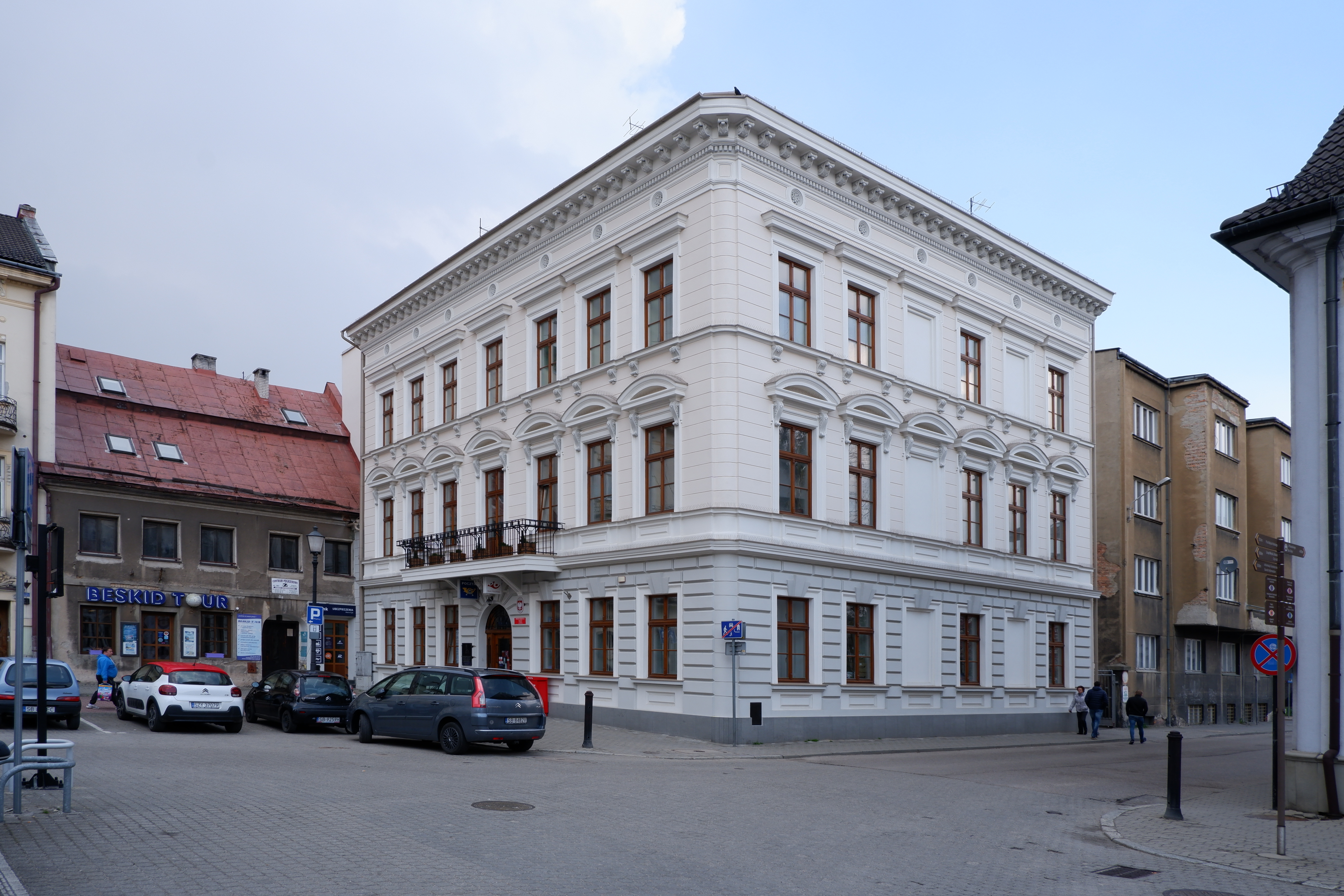
Budynek poczty